# Сосновая змея
Сосновая змея, или обыкновенная сосновая змея (лат. Pituophis melanoleucus) — вид змей из семейства ужеобразных, обитающий в Северной Америке.

## Описание

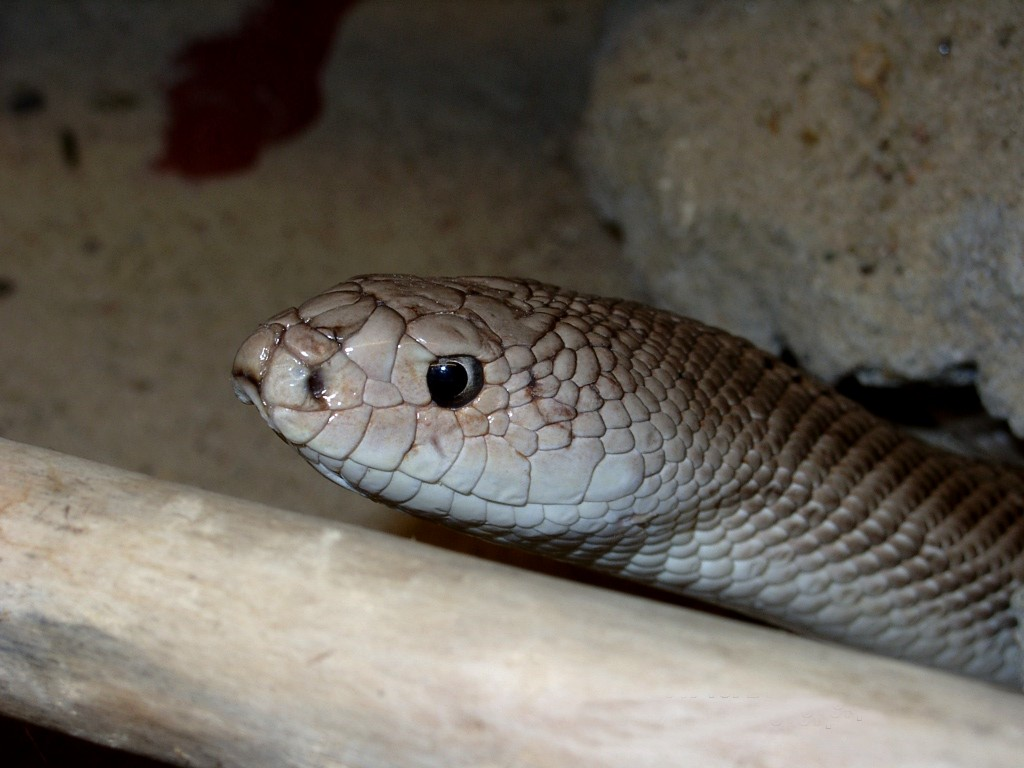
Pituophis melanoleucus mugitus

Это довольно крупные змеи длиной 120—250 см. Небольшая и несколько заострённая голова несёт увеличенный ростральных щиток. Спинная чешуя килеватая. Окраска разнится в зависимости от подвида:
P. m. lodingi — окраска однотонная или почти однотонная, чёрная или тёмно-коричневая. Спина, бока и брюхо окрашены одинаково. Ближе к хвосту могут присутствовать несколько более светлых пятен, на горле и брюхе иногда присутствуют светлые полоски. Губные щитки часто красновато-коричневые.
P. m. melanoleucus — рисунок состоит из крупных спинных чёрных, коричневых или красно-коричневых поперечных пятен на светлом, жёлтом или кремовом фоне. По бокам есть мелкие тёмные пятна. Иногда встречаются «красные формы», имеющие характерный красновато-розовый «налёт» по всему телу.
P. m. mugitus — рыжевато-коричневые или ржаво-коричневые змеи с нечётким расплывчатым рисунком. Коричневые, красно-коричневые или угольные пятна на спине перемежаются мелкими крапинками или полосами. Пятна чёткие только на хвосте и задней части туловища, на передней части они сливаются с основным фоном.

## Образ жизни
Населяет песчаные пустоши, поросшие сосной, дюны, сухие горные хребты и сосновые леса на высотах до 2700 м над уровнем моря. Умеет лазить, однако ведёт преимущественно наземный образ жизни. Хорошо роет ходы и большую часть времени проводит, прячась в норах. Питается грызунами, в первую очередь гоферами. Часто издаёт громкие свистящие и шипящие звуки.

## Размножение

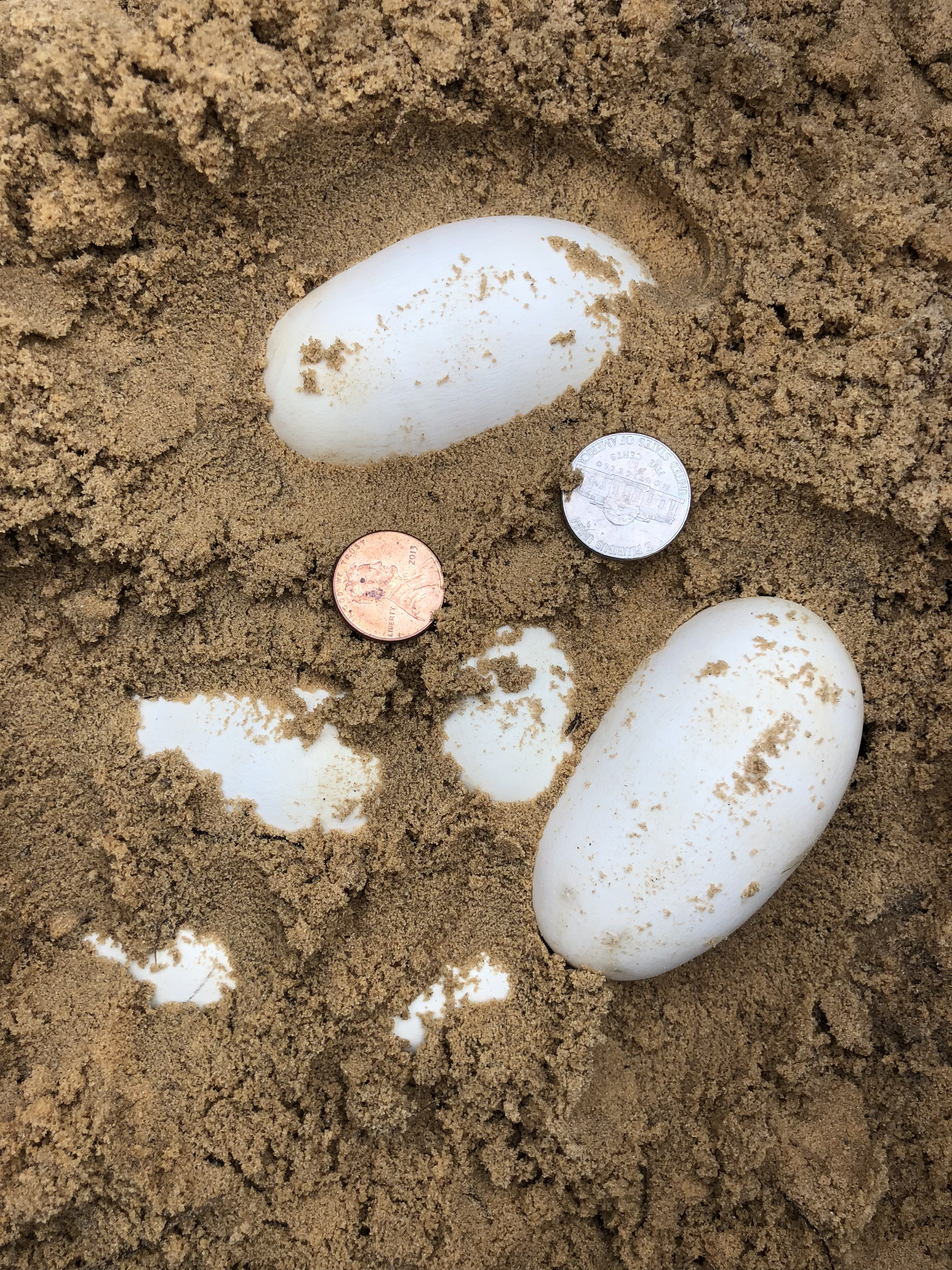
Кладка яиц

Это яйцекладущая змея. Спаривание происходит весной, в июне-августе самка откладывает от 3 до 24 яиц. Яйца откладываются в песчаных норах, под большими камнями или брёвнами. Яйца довольно крупные, размером до 66 мм. Инкубация длится 64—79 дней. Размер детёнышей после выхода из яиц — 33—45 см.

## Распространение
Являются эндемиками США. 
P. m. lodingi обитает на юге штатов Миссисипи и Алабама. 
P. m. melanoleucus - в штатах Кентукки, Теннесси, Алабама, Южная Каролина, Вирджиния и Нью-Джерси. 
P. m. mugitus - по всей Флориде, а также на юге штатов Алабама, Джорджия и Южная Каролина.

## Галерея

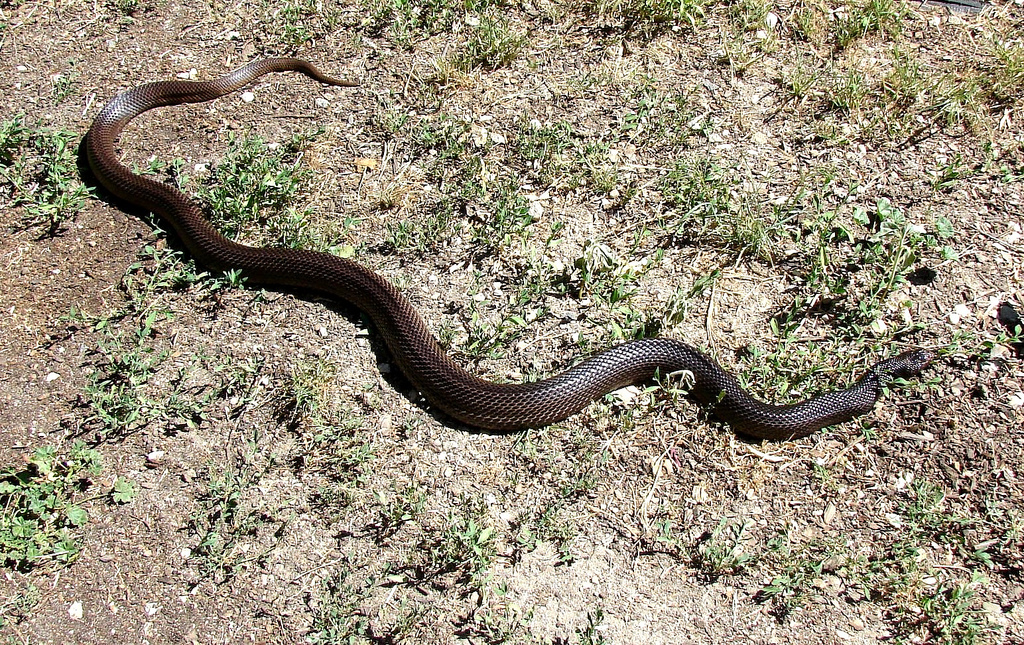
Pituophis melanoleucus lodingi
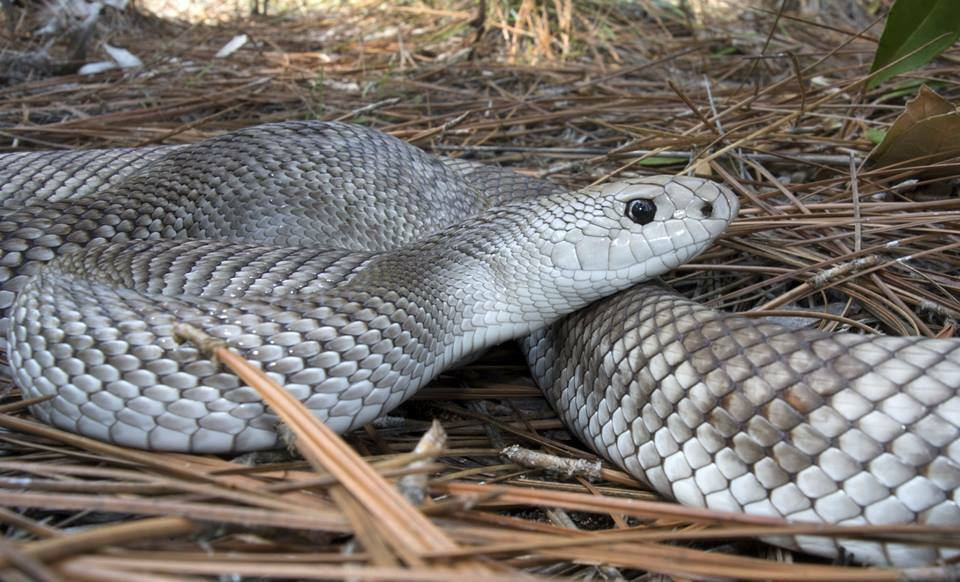
Pituophis melanoleucus melanoleucus
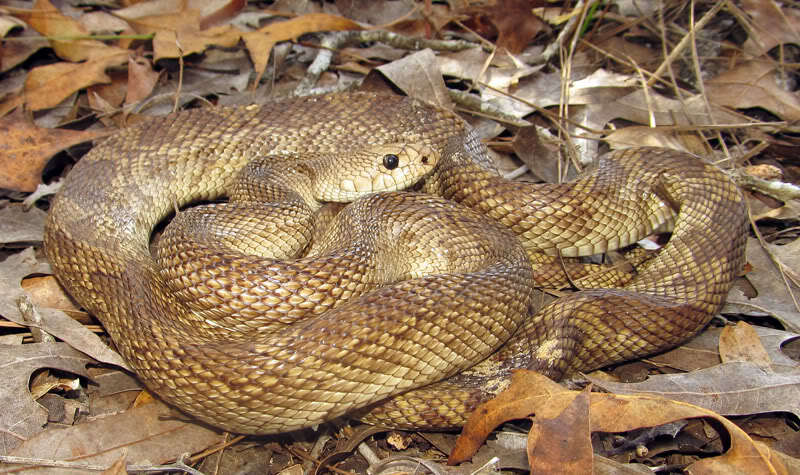
Pituophis melanoleucus mugitus